# To Anyone
To Anyone är debut-studioalbumet av den sydkoreanska musikgruppen 2NE1. Det gavs ut den 9 september 2010 och innehåller 12 låtar. Albumet debuterade på första plats på Gaon Chart den 11 september 2010.

## Låtlista
| Nr  | Titel                     | Längd |
| --- | ------------------------- | ----- |
| 1.  | Can't Nobody              | 3:28  |
| 2.  | Go Away                   | 3:39  |
| 3.  | Clap Your Hands           | 3:42  |
| 4.  | I'm Busy                  | 3:38  |
| 5.  | It Hurts                  | 4:16  |
| 6.  | Ah-Yah-Yah                | 3:53  |
| 7.  | You and I                 | 3:54  |
| 8.  | Please Don't Go           | 3:18  |
| 9.  | Kiss                      | 3:33  |
| 10. | Try to Follow Me          | 3:09  |
| 11. | I Don't Care (Reggae Mix) | 3:52  |
| 12. | Can't Nobody              | 3:28  |

## Listplaceringar
| Lista    | Topplacering |
| -------- | ------------ |
| Sydkorea | 1            |